# Moratorium (Wirtschaft)
Bei einem Moratorium oder Zahlungsmoratorium handelt es sich allgemein um die Übereinkunft zwischen Gläubiger und Schuldner, den Schuldendienst vorläufig zu unterlassen oder aufzuschieben und speziell um einen durch staatlichen Hoheitsakt oder zwischenstaatliche Vereinbarung bestimmten Schuldnern gewährten oder für den Staat selbst ausgesprochenen, befristeten Zahlungsaufschub (Stundung) mit Veräußerungs- oder Zahlungsverbot.

## Allgemeines
Ganz überwiegend werden mit dem Begriff Moratorium die Zahlungseinstellungen von Staaten oder deren politischen Untergliederungen (wie Bundesstaaten, Bundesländer oder Gemeinden) assoziiert. Auch andere Schuldner im betroffenen Staat wie Unternehmen oder natürliche Personen können vom Moratorium erfasst werden. Befinden sich Unternehmen oder natürliche Personen isoliert in einer Krise, ohne dass der Staat selbst hierin involviert ist, handelt es sich nicht um ein Moratorium, sondern um Zahlungsunfähigkeit oder Überschuldung dieser Schuldner.
Ein Moratorium kann in Kriegszeiten oder während größerer Wirtschaftskrisen zum Schutz des Staates oder der Schuldner gerechtfertigt sein, auch wenn es das Geld- und Wirtschaftsgefüge erheblich stört.

## Arten
Völkerrechtlich unterscheidet man zwischen Zwangsmoratorien, durch die devisenschwache Staaten den im Land beheimateten Schuldnern die Erfüllung ihrer Fremdwährungsschulden verbieten und die international vereinbarte Stundung öffentlicher und/oder privater Auslandsschulden. Der Staat verfügt durch staatlichen Hoheitsakt ein Moratorium in wirtschaftlicher Notlage entweder gegenüber dem Ausland (Transfer-Moratorium oder Transferstopp) oder im Inland (Aufbringungsmoratorium). Beim Transfer-Moratorium bleibt die Erfüllungspflicht der Schuldner bestehen, sie müssen ihre Zahlungen in Inlandswährung auf ein Sperrkonto der Zentralbank leisten. Einseitige Devisenrestriktionen wurden in Art. XIV des IWF-Abkommens den Mitgliedern ausdrücklich zugebilligt. Ein Aufbringungsmoratorium beruht auf der Zahlungsunfähigkeit von einzelwirtschaftlichen Schuldnern im Staat, die der Staat schützen will und deshalb einen Aufschub ihrer Zahlungspflichten verfügt. Erlässt ein Staat für seine eigenen Schulden einseitig ein Moratorium so liegt eine Unterart des Staatsbankrotts vor.

## Abgrenzung zur Insolvenz
Das Moratorium bezeichnet allgemein die Übereinkunft zwischen Gläubiger und Schuldner, eine fällige Leistung aufzuschieben oder vorläufig zu unterlassen. In der Wirtschaft handelt es sich um eine vorübergehende Zahlungseinstellung (von Zins- / Kreditrückzahlungen). Die Insolvenz indes ist die endgültige Zahlungseinstellung. Gläubiger haben hier nur im Falle des Vorhandenseins einer Insolvenzmasse noch mit Zahlungen zu rechnen, es sei denn, sie können Aussonderungs- oder Absonderungsrechte geltend machen. Um diese radikale Form der Insolvenz abzuwehren, kann mit einem Moratorium in der Unternehmenskrise versucht werden, die Fortführung des Unternehmens zu betreiben. Moratorium und Insolvenz stellen beide – jedes für sich – ein Kreditereignis dar, das bei Anleihen oder Kreditverträgen die Kündigungsmöglichkeit des Gläubigers (Kreditkündigung) oder bei Credit Default Swaps die Zahlungspflicht des Sicherungsgebers auslöst.

## Moratoriumsrisiko
Das Moratoriumsrisiko (siehe auch Länderrisiko) ist die Gefahr, dass ein Schuldnerstaat (der etwa Auslandskredite oder Exportlieferungen bezahlen muss) die vertraglich geschuldeten Zahlungen in Devisen nicht vertragsgemäß leisten kann oder will. Es liegt dann noch kein grundsätzliches Zahlungsverbot vor, sondern nur ein staatlich veranlasster Zahlungsaufschub. Dieser wird oft devisenschonend in der Weise praktiziert, dass nur in gleicher Höhe, wie Zahlungen aus dem anderen Land eingehen, auch Zahlungen erbracht werden. Hierbei kann eine gewisse Reihenfolge für die Zahlungsausgänge gebildet werden oder es werden Teilzahlungen geleistet. Damit der Schuldnerstaat nicht einseitig die Zahlungsrangfolge ändert, werden Negativerklärungen oder Pari-passu-Klauseln vereinbart. Das Moratoriumsrisiko kann als politisches Risiko im Rahmen von Exportkreditversicherungen gedeckt werden.

## Geschichte
Moratorien waren bereits im römischen Recht bekannt (Latein mora, „Verzögerung, Verzug“). Die wirtschaftliche Notlage vieler Bürger führte in der Zeit der römischen Kaiser zur Einführung des Moratoriums in Form der Stundung, wobei seit Justinian I. zwischen dem hoheitlichen und dem durch die Gläubiger gewährten Moratorium unterschieden wurde. Unter ihm entwickelte sich die bis zu einer Dauer von 5 Jahren ausgesprochene Zwangsstundung (quinquennale spatium, hieraus entstand das eingedeutschte Quinquinal). Venedig bot den Kreuzfahrern 1202 für ihre Schulden ein Moratorium an, wenn sie die von Venedig abgefallene Stadt Zara erobern sollten, was am 24. Oktober 1202 mit der Belagerung von Zara (1202) auch geschah. Kaiser Sigismund setzte sich 1430 für ein Schulden-Moratorium der Stadt Mainz ein. Die Preußische Allgemeine Gerichtsordnung vom Juni 1793 enthielt in Titel 47 Regelungen zum Moratorium („Indult“), das im Rahmen eines Gerichtsverfahrens gewährt werden konnte. Es war ein vom Landesherrn ausgestellter Schutzbrief, der den schuldlos in Vermögensverfall geratenen Schuldner maximal 5 Jahre vor dem Zugriff seiner Gläubiger bewahrte.
Argentinien stellte in der Gründerzeit die Zahlung des Schuldendiensts für seine erste, 1825 emittierte Staatsanleihe bereits 1829 für die nächsten 28 Jahre bis 1857 ein. Griechenland sah ab Juli 1826 von Zinszahlungen seiner Schulden ab. Nach 1929 haben Währungsprobleme verstärkt zu staatlichen Teilmoratorien geführt, die sich lediglich auf Staatsschulden, öffentliche und private Anleihen beziehen, Zinsen oder die Tilgung oder nur Fremdwährungskredite betreffen. Ungarn erklärte im Dezember 1931 ein Staatsmoratorium, von dem es zunächst die Völkerbundanleihe ausnahm. Zur Verhinderung einer weltweiten Bankenkrise schlug der amerikanische Präsident Herbert Hoover am 20. Juni 1931 ein Moratorium aller Kriegs- und Reparationszahlungen vor, das am 6. Juli 1931 in Kraft trat, aber die Deutsche Bankenkrise nicht mehr verhindern konnte. Am 9. Juni 1933 verhängte die Hitler-Regierung durch Reichsbankpräsident Hjalmar Schacht angesichts der Massenarbeitslosigkeit ein Transfer-Moratorium durch das „Gesetz über die Zahlungsverbindlichkeiten gegenüber dem Ausland“, das für Schacht ein „juristisches Hilfsmittel“ darstellte. Bis Oktober 1975 spitzte sich die defizitäre Haushaltslage und die enorme Schuldenlast der Stadt New York City so zu, dass Präsident Gerald Ford als Ersatz für eine Bundesgarantie ein gesetzlich verankertes Moratorium durchsetzte, was jedoch durch den Obersten Gerichtshof des Staates New York wegen Verstoßes gegen die Vertragsschutzklausel außer Kraft gesetzt wurde.
Die Zahlungsunfähigkeit Mexikos im August 1982 löste Moratorien auch in Brasilien (Februar 1987) und erneut Argentinien (April 1987) aus. Bereits im Dezember 2001 sprach Argentinien ein weiteres Moratorium unter Präsident Fernando de la Rúa aus – dem bisher größten Default eines Staates. Die Finanzkrise ab 2007 führte im Zuge der beantragten Insolvenz der US-Großbank Lehman Brothers am 15. September 2008 gegen die deutsche Tochter Lehman Brothers Bankhaus AG zu einem Moratorium durch die Bankenaufsichtsbehörde BaFin. Am 9. Oktober 2008 verhängte die BaFin ein Zahlungs- und Veräußerungsverbot über die deutsche Niederlassung der Kaupthing Bank. Es wurde am 22. Juni 2009 nach der Einleitung der direkt von der isländischen Zentrale verfügten Rückzahlung aller Kundeneinlagen wieder aufgehoben.

## Kreditinstitute
Das Kreditwesengesetz (KWG) sieht bei „Gefahr“, insbesondere bei Insolvenzgefahr, eine Reihe von Maßnahmen der BaFin vor. Droht diese Gefahr, so kann die BaFin im Rahmen eines Aufbringungsmoratoriums („Veräußerungs- und Zahlungsverbot“) dem betroffenen Kreditinstitut etwa verbieten, Zahlungen zu leisten (beispielsweise Einlagen oder zugesagte Kredite auszuzahlen) oder Vermögensgegenstände zu veräußern. Das Veräußerungsverbot bezieht sich auf alle Sachen und Rechte, das Zahlungsverbot auf Barzahlungen und bargeldlose Zahlungen. Die Schalterschließung dient der räumlichen Unterstützung des Zahlungsverbots, wovon auch Geldautomaten und Online Banking betroffen sind. Außerdem kann die Bankenaufsicht dafür sorgen, dass die Bank keine Zahlungen mehr entgegennimmt, es sei denn, diese sind zur Tilgung von Schulden ihr gegenüber bestimmt (§ 46 Abs. 1 Satz 2 Nr. 4 bis 6 KWG). Das wiederum hat zur Folge, dass Kontogutschriften (etwa Gehaltszahlungen) von der betroffenen Bank nicht mehr angenommen werden dürfen und an den Auftraggeber zurück überwiesen werden.
Zweck eines Moratoriums ist hierbei, ohne den Druck des abfließenden Vermögens prüfen zu können, ob das Institut wirtschaftlich noch gesund genug ist, um seinen Betrieb gegebenenfalls mit Unterstützung Dritter wieder aufnehmen zu können. Die BaFin hat nicht selten Moratorien gegenüber Banken angeordnet.
Nach § 46g KWG kann im Falle wirtschaftlicher Schwierigkeiten mit schwerwiegenden Gefahren für die Gesamtwirtschaft die Bundesregierung per Rechtsverordnung einzelnen Kreditinstituten, Gruppen von Kreditinstituten oder allen Kreditinstituten
- einen Aufschub für die Erfüllung ihrer Verbindlichkeiten gewähren und anordnen, dass während der Dauer des Aufschubs Zwangsvollstreckungen gegen das Kreditinstitut unzulässig sind oder
- aufgeben, für den Verkehr mit ihrer Kundschaft vorübergehend geschlossen zu bleiben und im Kundenverkehr Zahlungen und Überweisungen weder zu leisten noch entgegenzunehmen.

Dieses Moratorium darf in Bankenkrisen angewendet werden.

## Exportkreditversicherung
Ein Moratorium stellt für Exporteure ein hohes Risiko dar, das sie im Regelfall nur durch eine Exportkreditversicherung absichern können. Bei Exportkreditversicherungen gehört das Moratorium zu den politischen Risiken, wobei der ausländische Importeur durch die Verhängung des Moratoriums in seinem Land weder von seiner Zahlungspflicht befreit wird noch in Zahlungsverzug gerät, jedoch auch die unbezahlte Ware nicht herausgeben muss. Ein Eigentumsvorbehalt würde hier ins Leere gehen. Voraussetzung für die Versicherung ist eine gesetzgeberische Maßnahme, die ein Zahlungsverbot beinhaltet. Der zahlungswillige und zahlungsfähige Importeur ist hierdurch daran gehindert, seine Importschulden zu begleichen. Euler Hermes verlangt einen Selbstbehalt von 10 % der Versicherungssumme beim politischen und 15 % beim wirtschaftlichen Risiko. Hermes leistete beispielsweise im Jahre 2002 Entschädigungszahlungen wegen des Argentinien-Moratoriums in Höhe von 56,5 Millionen Euro für versicherte Forderungen.